# Acacia benthamii
Acacia benthamii é uma espécie de leguminosa do gênero Acacia, pertencente à família Fabaceae.